# Placodontidae
De Placodontidae zijn is een familie van uitgestorven mariene reptielen behorende tot de orde der Placodontia. De familie telt als enige geslacht Placodus en drie soorten.